# María Codoceo Rojas
María makalikte Codoceo Rojas (Iquique, 24 de mayo de 1909-Santiago de Chile, 10 de febrero de 1998) fue la primera mujer dedicada a la herpetología en Chile. Recorrió gran parte del territorio de este país buscando en terreno especies para su descripción.

## Vida y obra
Nació en la ciudad de Iquique en las afueras del desierto de Atacama, el 24 de mayo de 1909. Su padre era un ingeniero que trabajaba en las salitreras de la zona, controladas por capitales ingleses. Durante su crecimiento, María se crio con institutrices británicas, por lo que aprendió el idioma inglés desde temprana edad. En el desierto chileno es donde María hace sus primeras observaciones de lagartijas y otros reptiles, al mismo tiempo en que se formaba leyendo publicaciones extranjeras. Viajó a Santiago de Chile a estudiar en la universidad de Chile la carrera de Ciencias Biológicas y Químicas, titulándose con 23 años de edad, en 1932. María, que ya sabía inglés, debió también aprender alemán, dado que la mayoría de las publicaciones sobre herpetología de la época estaban en ese idioma. Su tesis trató sobre el cambio de color en las lagartijas con la temperatura, y fue guiada por el alemán Walter Hellmich (cuyo estudio Contribución al conocimiento de la sistemática y evolución del género Liolaemus, fue traducido del alemán por María Codoceo) una autoridad en el campo de la herpetología, que describió más de 30 especies del género Liolaemus.
Dado que María dominaba tres idiomas, logró encontrar trabajo como docente en colegios de origen extranjero. Uno de ellos fue el Colegio Santa Úrsula, donde trabajó como profesora de biología desde marzo de 1954 hasta febrero de 1971. En 1978 María Codoceo catalogó la colección de conchas de Pablo Neruda, donadas por el poeta a la Universidad de Chile. La iniciativa surgió a instancias de Grete Mostny, directora del Museo Nacional de Historia Natural, quien recomendó a María para emprender la labor, a la cual se dedicó con ahínco; al culminar catalogó 6.391 conchas, trabajo que se publicó en los Anales de la Universidad de Chile.

### Matrimonio y ejecución de su hijo por parte de la dictadura
María Codoceo contrajo matrimonio con el químico Pedro Ripoll y en 1935 tuvo un hijo, Óscar Ripoll Codoceo, quien en octubre del año 1973 fue detenido en la ciudad de Arica, y ejecutado por efectivos de la dictadura de Augusto Pinochet. Óscar Ripoll era entonces ingeniero metalúrgico, trabajaba en el Servicio de Cooperación Técnica (Sercotec) y era militante del Partido Socialista. Según consta en el Informe Rettig, la muerte del hijo de María Codoceo habría sido reportada como un accidente de tránsito, específicamente por la caída a una quebrada, en la cuesta Chaca, del vehículo en que viajaba junto con otros detenidos, por un desperfecto mecánico. Sin embargo, la comisión Rettig establece que la muerte de Óscar Ripoll Codoceo se produjo el 20 de octubre, luego de que el vehículo en el que eran trasladados se detuviera a 40 kilómetros al sur de Arica, fuera empujado intencionalmente por efectivos militares y se precipitara por un barranco, luego de que los detenidos en su interior fueran baleados. En el vehículo también perecieron los militantes del PS Julio Valenzuela Bastías y Manuel Donoso Dañobeitía, detenidos y acusados de estar involucrados en el llamado Plan Z.
En 2004, el exdirector de la CNI, Odlanier Mena fue procesado por el juez Juan Guzmán Tapia, por la muerte de Óscar Ripoll Codoceo. En el momento de la ejecución de Ripoll, Mena era coronel y comandante del regimiento Rancagua, y juez militar de la ciudad de Arica, lugar en el que Óscar Ripoll permaneció detenido e incomunicado desde el 9 hasta el 18 de octubre, cuando fue trasladado a un cuartel de la Policía de Investigaciones, para ser trasladados a Pisagua dos días más tarde. Así se reporta en el Informe Rettig: «El 20 de octubre de 1973 en un vehículo tipo station llevara al grupo con la vista vendada y las manos amarradas. Luego de haber recorrido cuarenta kilómetros hacia el sur el vehículo se detuvo, bajándose los conductores y permaneciendo los civiles en su interior. Los primeros empujaron el auto hasta precipitarlo en un barranco, donde encontraron la muerte los detenidos». Por este mismo caso, el juez Víctor Montiglio aplicó la amnistía al general Sergio Arellano Stark y determinó que los militares involucrados en la ejecución no podían ser encarcelados, según los tratados internacionales en materia de Derechos Humanos. Esta absolución se dio en el marco de la investigación del episodio Arica, de la Caravana de la Muerte, y Montiglio determinó que la responsabilidad de las muertes -homicidio calificado- corresponde a una operación de encubrimiento llevada a cabo por Odlanier Mena, el suboficial Luis Carrera Bravo y el suboficial mayor René Bravo Llanos. Arellano Stark habría llegado a Arica, según un testimonio de Odlanier Mena, dos días después, el 22 de octubre, hecho que fundamentó su absolución. La investigación determinó que la causa de muerte de Óscar Ripoll Codoceo fue por «impacto de proyectil balístico».
En agosto de 2007, Odlanier Mena Salinas fue condenado a diez años y un día de presidio, por ser el autor del triple homicidio a los dirigentes socialistas. La Séptima Sala de la Corte de Apelaciones de Santiago revocó la amnistía concedida por Víctor Montiglio a los involucrados, puesto que los delitos de lesa humanidad no pueden ser amnistiados ni prescribir, según la legislación internacional en materia de Derechos Humanos. Posteriormente, a fines del año 2008, la Sala Penal de la Corte Suprema actuó como instancia de casación, y aplicó a Odlanier Mena, René Bravo y Luis Carrera, una condena de seis años de presidio por ser autores del homicidio.

## Labor en el MNHN
En paralelo a su labor como profesora, María Codoceo trabajó en el Museo Nacional de Historia Natural de Chile, al cual asistía para profundizar sus conocimientos, y por ser parte de la Sociedad Chilena de Historia Natural, que mantenía reuniones mensuales en la biblioteca del museo. Además se desempeñó ad honorem para cuidar la colección herpetológica del MNHN, que posteriormente incrementaría. Entre los años 1951 y 1956 ocupó, durante sus horas libres y también sin recibir sueldo, el cargo de Jefa de la Sección de Reptiles. Recibió el reconocimiento de destacados herpetólogos chilenos, como José Miguel Cei y Roberto Donoso-Barros. Además fue una destacada malacóloga.
Entre 1950 y 1978, María Codoceo publicó sus aportes en el Noticiario Mensual Archivado el 11 de octubre de 2014 en Wayback Machine. del Museo Nacional de Historia Natural, y en el número 4, correspondiente a noviembre de 1956, María Codoceo hace una descripción de la Sección de Herpetología, incluyendo tortugas de Galápagos, cocodrilos africanos y serpientes embalsamadas de la colección.
Durante sus años de trabajo en el MNHN no hizo amistades -aunque sí era conocida por su carácter firme y su estampa elegante-, pues estaba consagrada por completo a la investigación y a la recolección. En 1971 jubiló como profesora y dedicó la totalidad de su tiempo disponible a trabajar en el museo; se presentó a un concurso para optar a un cargo. María tenía 62 años en ese momento y debió competir contra jóvenes investigadores. Finalmente, en 1972 fue contratada como investigadora en el laboratorio de malacología. María Codoceo dejó de trabajar en el MNHN en 1987, su salud se complicó debido a una diabetes y ya había perdido lucidez mental.

## Últimos años y reconocimientos
María Codoceo falleció el 10 de febrero de 1998, en un hogar de ancianos ubicado en la calle Salvador, en la comuna de Providencia. Su muerte se produjo por un paro cardiorrespiratorio, derivado de la diabetes que complicó su salud en sus años postreros de vida.
En su honor, el año 2005 los herpetólogos Herman Núñez y Daniel Pincheira-Donoso bautizaron a una subespecie de lagartija esbelta como Liolaemus pictus codoceae. Además, su vida y obra fue reconocida en libro Herpetología de Chile, donde se señala: «Queremos hacer un particular reconocimiento a una mujer, María Codoceo (1909-1998), a quien también dedicamos esta obra. María fue coetánea de Cei y Donoso-Barros, y participó activamente en el descubrimiento y generación de conocimiento de la herpetología en Chile. Con más de una decena de artículos, algunos de ellos en colaboración con cada uno de estos dos próceres, María fue capaz de participar dentro de un sistema predominantemente dirigido por hombres».

### Algunas publicaciones
- maría codoceo Rojas. 1954. Reptiles de la región de los lagos Valdivianos. Invest, zool. chilenas 2, 69—71